# Нанайски район
Нанайски район (на руски: Нана́йский райо́н, на нанайски език Нанайскай райони, Нани райони, Хэдзени боа) е административно-териториална (район) и общинска единица (общински район) в Хабаровския край на Руската федерация.
В СССР Нанайският район е създаден с указ на Президиума на Далекоизточния краеви изпълнителен комитет на Съвета на РК и КД от 21 юни 1934 година.
Административен център е село Троицкое. Коренните жители са нанайците, живеещи в Русия и Китай по бреговете на Амур и притоците ѝ Усури и Сунгари.

## История
Първата информация за расселении коренното население на басейна на Амур, се появи в Русия в средата на 17 век, по време на походите на Ерофей Хабаров и други първооткриватели. Според историка Б. Полевой, дючерите, живеещи по долното течение на Сунгари и по Амур в района на устията на Сунгари и Усури, са нанайци. Въпреки това, по-общоприето остава изказаното през 19 век мнение, че дючерите са потомци или близки на джурчените, а нанайците вероятно са известни землепроходцам като „ачаны“ и „натки“ и са се разпространили в райони, преди населените землепашцами-дючерами, само след евакуация на дючеров от китайските власти в дълбочина Манджурия през втората половина на 1650-те години.

## География
Административната единица граничи с районите Хабаровски, Амурски, Комсомолски, Ванински, Съветско-Гавански и Лазо на Хабаровския край, а също така и с Приморския край. Отдалечен е на 200 km от административния център на Хабаровския край.
Районът се намира в централната част на края, в Средноамурската низина, ограничена от Сихоте Алине и хребетите по левия бряг на Амур. Площта на района е 27 800 km2.

## Официални символи на района

### Герб
Гербът е официален символ на Нанайския общински район на Хабаровския край. Той е оформен като щит във френска хералдическа форма.
На щита на син фон е поставен златен (жълт) слънчев диск с три черни силуета на издигащи се нагоре жерави. В долната част на шита има два нанайски национални орнамента в жълт цвят.
При изпълнението на герба са приложени три хералдически цвята: един метален (златен, жълт цвят) и два смесени (лазурен, син цвят и черен):
- жълт (златен) – цвета на слънцето, символ на справедливостта, щедростта, богатство на природните ресурси на Приамурието, както и цвета на Азия, цвета на кожата на нанайския народ;
- лазурен (син) – символ на красотата, нежността, блясъка, цвета символизира небето, а също така водните ресурси на района;
- черен – символ на благоразумието, спокойствието, стабилностто, традиционен цвят в нанайското орнаментно изкуство.

Гербът отразява историческите, културните и националните традиции и особености на района като изконна територия на нанайския народ, на чието име е наречен района. Слънцето и жеравите са често срещани и близки на азиатците в Далечния Изток символи. Посоката на полета на жеравите нагоре символизира стремежа на района към просперитет и по-нататъшно социално-икономическо развитие.

### Знаме
Знамето е другият официален символ на Нанайския общински район на Хабаровския край. То е с правоъгълна форма в лазурен цвят, в центъра на което стои златен (жълт) слънчев диск с три черни силуета на издигащи се нагоре жерави.
Съотношението на широчината на знамето към неговата дължина е 2:3. Съотношението на диаметъра на изображението на слънчевия диска към широчината на знамето е 2,5:3.
При изпълнението му са приложени хералдическия цвят и основните елементи от герба на Нанайския общински район. Издигането на знамето на района е задължително за сградите, в която се намират Събрание на депутатите и администрацията на Нанайския общински район и на административните сгради на органите за местно самоуправление на Нанайския общински район.

### Национални общини
Нанайският район е място на компактно население и стопанска дейност на коренните народи на Севера. Поради това се обръщо особено внимание върху създаването и развиването на производствено-икономическия потенциал на националните селища на района.
Към 2016 г. на територията на района има 42 национални общини, от които стопанска дейност извършват 18. Те са заети предимно в горските и рибните отрасли.
За най-добре развита сред националните общини не само в района, но и в Хабаровския край, се смята националната община „Амур“. Предприятието се занимава с най-различни сфери на дейност, включително с дървесина, производство на изделия от дървен материал, прозорци и врати, строителство на къщи.
През последните години динамично и стабилно се развива териториално-съседската община на малките народи „Гойдима“. За сметка на собствени средства, предприятието придобива и въвежда в експлоатация лента LP-80. На базата на несамоходната баржа „Нева“ е създаден рибопреработвателен цех, оформени са документи за производство на сертифицирани продукти.
Националните общности дават голям принос в социално-икономическото развитие на населените места с компактно коренно население на Севера, осигуряват постоянна работа на над 200 души (с възможност за временна заетост до 500 души), като всяка година оказват помощ на училища, детски градини, селски домове на културата, фолклорни състави и др.
В Нанайския район има 20 населени места в състава на 14 селища.:

## Икономика
- Водещ отрасъл на икономиката на района е преработката на дървен материал, което започва да се развива от 1928 година. В тоз отрасъл са концентрирани най-много материални и човешки ресурси на района. Той оказва сериозно влияние върху решенията за социално-икономическото развитие на района. Отръсълът произвежда 90% от обема на промишлената продукция в района. През последните години обема на детайли от дървен материал от територията на района възлиза на над 400 хиляди кубични метра на година, а производството на дървен материал – на повече от 20 хиляди кубически метра.
- Анюйски рибовъден завод с капацитет от 30 милиона броя сьомга.
- Синдински тухлен завод с капацитет до 15 милиона броя изделия на година. [9]

## Личности
- Дерсу Узала (1849 – 1908) – ловец, водач на руския учен и пътешественик Владимир Арсениев в експедициите му през 1902 – 1907 г.
- Кола Белди (1929 – 1993) – естраден певец, заслужил артист на РСФСР.
- Григорий Ходжер (1929 – 2006) – нанайски писател.
- Максим Пасар (1923 – 1943) – снайперист, участник във Втората световна война.
- Александър Пасар (1922 – 1988) – Герой на Съветския съюз, разузнавач.
- Сулунгу Оненко (1916 – 1985) – участник във Втората световна война, автор на академичен нанайско-руски речник.
- Владимир Заксор (1931 – 1971) – писател.
- Киле Понгса – поет и композитор.
- Аким Самар (1916 – 1943) – първият нанайски писател.
- Тимотей Ивин, роден в село Инокентиевка на Нанайски район, участник на войната с Германия, герой на Съветския съюз.